# Chlorodiella crispipleopa
Chlorodiella crispipleopa is een krabbensoort uit de familie van de Xanthidae. De wetenschappelijke naam van de soort is voor het eerst geldig gepubliceerd in 1986 door Dai, Yang, Song & Chen.